# Дихлорид трисульфурила
Дихлорид трисульфурила — неорганическое соединение,
хлорангидрид трисерной кислоты
с формулой S3O8Cl2,
бесцветная жидкость,
разлагается в воде.

## Получение
- Осторожное нагревание стухиометрических количеств триоксида серы и тетрахлорметана:

{\displaystyle {\mathsf {3SO_{3}+CCl_{4}\ {\xrightarrow {80^{o}C,H_{2}SO_{4}}}\ S_{3}O_{8}Cl_{2}+COCl_{2}\uparrow }}}

## Физические свойства
Дихлорид трисульфурила образует бесцветную, слегка дымящуюся на воздухе жидкость.
Растворяется в бензоле и тетрахлорметане.
Соединение гидролизуется в воде.

## Химические свойства
- Разлагается при нагревании.